# Luisa de Stolberg-Wernigerode
La Condesa Luisa de Stolberg-Wernigerode (24 de noviembre de 1771 en el Castillo de Wernigerode - 8 de junio de 1856 en Groß Krauschen) fue abadesa de la Abadía de Drübeck.
Luisa era un miembro de la Casa de Stolberg, de la región del Harz. Era la segunda hija del Conde Cristián Federico de Stolberg-Wernigerode y de su esposa Augusta Leonor de Stolberg-Stolberg. Era una hermana mayor de Enrique de Stolberg-Wernigerode.
Entre 1797 y 1800, fue abadesa de la Abadía de Drübeck. El 21 de diciembre de 1807, abandonó la abadía para casarse con Moritz Haubold von Schönberg. Se trasladó a la finca de él en Groß Krauschen, que ahora se halla en Polonia y es llamada Gmina Bolesławiec. Murió ahí en 1856.